# Hans-Peter von Peschke
Hans-Peter von Peschke (* 12. August 1951 in München) ist ein deutsch-schweizerischer Journalist und Publizist.

## Leben
Hans-Peter von Peschke ist der Sohn von Gertrud und Hans von Peschke.
Nach Abitur und zivilem Ersatzdienst studierte er an der Friedrich-Alexander-Universität Erlangen-Nürnberg Geschichte, Soziologie, Politologie und Pädagogik. 1976 erlangte er den M.A. in Pädagogik mit einer Arbeit über Bildungsökonomie, 1980 den Dr. phil in Geschichte. In seiner Dissertation stellte er das Verhältnis der Firma Siemens zum deutschen Staat bis 1914 dar. Neben seinem Studium war er als Referent für verschiedene Organisationen, vor allem für die Europäische Akademie Bayern tätig. Zugleich begann er, für die Zeitschrift Geschichte mit Pfiff zu schreiben.
Von 1978 bis 1980 absolvierte er eine Ausbildung an der Deutschen Journalistenschule in München mit Hospitanzen bei der Süddeutschen Zeitung und dem Bayerischen Rundfunk. Nach vierjähriger Tätigkeit beim Bayerischen Rundfunk ging er nach Bern, wo er 1983 heiratete und zunächst als freier Journalist arbeitete, bis er dann von 1986 an bei Radio DRS als Redaktor fest angestellt wurde. 1988 erlitt er einen schweren Herzinfarkt. Von Peschke beschäftigte sich unter anderem mit der Entwicklung und den Folgen der Digitalisierung. Hierzu entwickelte er Anfang der Neunzigerjahre die zweistündige Monatssendung „Computermagazin“. Als Mitglied und späterer Leiter der „Radioinnovationsgruppe“ war er an der Weiterentwicklung von Radio DRS beteiligt. Zuletzt war er Stabschef in der Programmleitung von DRS 1.
Die Arbeiten für deutsche Sender, vor allem den BR und den WDR, handelten meist von seinem Gast- und späteren zweiten Heimatland Schweiz. Am Anfang stand das „Land, wo die Millionen blühn“, das 1988 den Schweizer Journalistenpreis erhielt. Er schrieb und produzierte viele Beiträge zur Geschichte der Eidgenossenschaft. Viele dieser Sendungen hatten einen Hörspielcharakter.
Hans-Peter von Peschke schrieb mehr als 300 Artikel für die Zeitschrift „Geschichte“ und arbeitete an der „WAS IST WAS“- Reihe mit, schwerpunktmäßig zum Mittelalter. Ein besonderer Schwerpunkt waren historische Rezepte. Gemeinsam mit seinem Freund Werner Feldmann entstanden drei Kochbücher mit Gerichten aus der Geschichte.
Im Jahr 2006 erlitt von Peschke einen Hirnschlag, der schließlich 2010 zu seiner Frühpensionierung führte. 2011 erwarb er die Schweizer Staatsbürgerschaft und wurde Doppelbürger. In den letzten Jahren hat er einige Bücher verfasst.
2014 konnte er sein Lieblingsprojekt verwirklichen, eine Geschichte der alternativen Geschichte, umrahmt von zahlreichen „Was wäre wenn“-Geschichten. In einem seiner bislang letzten Buch, das im zweiten Halbjahr 2016 erschien, widmete er sich einer alten Liebe, der Science-Fiction und 2021 König Ludwig.

## Auszeichnungen
Einige Features – vor allem für das DRS-Sendegefäss (Sendeformat) z. B. – erhielten Preise. So bekam das unter Mitwirkung einer Schulklasse entstandene Hörbild „D’Hauptscha mir choi drüber schlägle“ zum Thema Gewalt in der Schule den Preis der Berner Radio Stiftung, ebenso auch sein letztes großes Feature „Hirnschlag – der lange Weg zurück“, wo er seine Erlebnisse und die seiner Mitpatienten schildert.
Für „Land, wo die Millionen blühn“ erhielt er 1988 den Schweizer Journalistenpreis.

## Veröffentlichungen
- Elektroindustrie und Staatsverwaltung am Beispiel der Firma Siemens, Peter Lang, Frankfurt am Main 1981, ISBN 3-8204-5902-2 (Dissertation Universität Erlangen, Nürnberg, Fachbereich Philosophie, Geschichte und Sozialwissenschaften, 1980, 393 Seiten).[5]
- Europa – Nordamerika, Geschichte einer Hassliebe (1984), Puchheim IDEA, ISBN 3-88793-031-2.
- Geheimauftrag für Michael – Eine mittelalterliche Prinzensaga (1991), Aare By Sauerländer, ISBN 978-3-7260-0371-5.
- Gertrud – die Flucht in die Freiheit (1992), Aare By Sauerländer, ISBN 978-3-7260-0390-6.
- Gertrud und Michael – auf den Spuren der Entführer (1994), Aare By Sauerländer, ISBN 978-3-7260-0408-8.
- Michaels gewagter Plan – Ein mittelalterlicher Agentenroman (1995), Aare By Sauerländer, ISBN 978-3-7260-0424-8.
- Rote Sonja gegen Octopus (1993), Aare By Sauerländer, ISBN 978-3-7260-0412-5.
- Rote Sonja gegen Thor (1995), Aare By Sauerländer, ISBN 978-3-7260-0432-3.
- Rainer und die Rolling Stones (1995), Aare By Sauerländer, ISBN 3-7260-0427-0.
- WAS IST WAS: Burgen (1999), Tessloff-Verlag, ISBN 978-3-7886-0669-5.
- WAS IST WAS: Mittelalter (2007), Tessloff-Verlag, ISBN 978-3-7886-1505-5.
- Kochen wie die alten Römer (1995), Verlag Artemis und Winkler, ISBN 978-3-7608-1118-5.
- Das Kochbuch der Renaissance (1998), Artemis & Winkler Düsseldorf, Zürich, ISBN 978-3-538-07061-5.
- Zu Gast bei Kleopatra und Robin Hood (2005), Patmos Verlag, ISBN 3-7608-2301-7.
- Das Porträt – ein Handbuch für Journalisten (1999), ISBN 978-3-86764-061-9.
- Das Land, wo die Millionen blühn (2012); auch: Die Schweiz ist anders (2012), Books on Demand, ISBN 978-3-8448-1884-0.
- Das Ende des Römischen Reiches! Wendepunkt der Geschichte, Theiss, Stuttgart 2012, ISBN 978-3-8062-2425-2.
- Was wäre wenn – Alternative Geschichte (2014), Theiss, Stuttgart, ISBN 978-3-8062-2795-6.
- Invasion der Zukunft – Die Welten der Science-Fiction (2016), Theiss Nürnberg, ISBN 978-3806233575.
- Jäger der schwarzen Diamanten (2017), Salm Verlag Wohlen/Bern, ISBN 978-3-7262-1433-3.
- Ludwigs Schicksalsjahre – buch & media München (2021), ISBN 978-3-95780-229-3.